# Yanni Regäsel
Yanni Regäsel (* 13. Januar 1996 in Berlin) ist ein deutscher Fußballspieler.

## Karriere
Der gebürtige Berliner begann seine aktive Laufbahn bei den Reinickendorfer Füchsen und wechselte 2005 in die Jugendabteilung von Hertha BSC. Bis 2015 war er in dessen verschiedenen Nachwuchsteams aktiv, ehe er in die zweite Mannschaft aufrückte. Nachdem er bereits zuvor mehrmals im Bundesliga-Kader gestanden hatte, absolvierte Regäsel am 31. Oktober 2015 (11. Spieltag der Saison 2015/16) sein Debüt, als er beim Heimspiel gegen Borussia Mönchengladbach, das man mit 1:4 verlor, in der 78. Minute für Valentin Stocker eingewechselt wurde.
Im Februar 2016 wechselte Regäsel zum Ligakonkurrenten Eintracht Frankfurt, bei dem er einen bis Juni 2019 laufenden Vertrag unterschrieb. Nachdem Regäsel in der Saison 2017/18 kein einziges Mal zum Kader gehört hatte, wurde sein Vertrag am 13. März 2018 im beiderseitigen Einvernehmen aufgelöst.
Zur Zweitligasaison 2018/19 unterschrieb Regäsel einen Vertrag beim MSV Duisburg mit Option auf eine weitere Spielzeit. Nach dem Abstieg des MSV in die 3. Liga wurde der Vertrag des Verteidigers im Frühjahr 2019 nicht mehr verlängert.
Nach eineinhalb Jahren ohne Verein unterschrieb Regäsel im Januar 2021 einen Zweijahresvertrag beim slowakischen Erstligisten FC Nitra. Neben Regäsel verpflichtete der Verein mit Sinan Kurt, Ekin Çelebi, Ramzi Ferjani, Ole Käuper, Benjamin Kindsvater, Eroll Zejnullahu und Oliver Bias in diesem Monat sieben weitere deutsche Spieler. Zum 30. Juni 2021 wurde Regäsels Vertrag aufgelöst.
Seit Mitte Oktober 2021 trainierte Regäsel beim abstiegsbedrohten Regionalligisten FC Rot-Weiß Koblenz, der ihn am 29. Oktober 2021 unter Vertrag nahm.
Nach dem Ende der Saison sollte er eigentlich zum Regionalliga-Absteiger Sportfreunde Lotte in die Oberliga Westfalen wechseln. Am 7. Juni 2022 gab er bekannt, dass sich der Wechsel zerschlagen habe.
Stattdessen spielte Regäsel auch in der Saison 2022/23 mit dem FC Rot-Weiß Koblenz in der Regionalliga Südwest.
Nach dem Abstieg in die Oberliga Rheinland-Pfalz/Saar absolvierte er ein letztes Spiel für Koblenz,
danach wurde sein Vertrag aufgelöst. Ab September 2023 spielte er beim TuS Bövinghausen in der Oberliga Westfalen.
Nach einer Saison mit Bövinghausen wechselte er zum Beginn der Saison 2024/25 eine Klasse tiefer in die Westfalenliga zu Westfalia Herne.
Nach zwei Ligaspielen für Herne wurde Regäsels Vertrag aufgelöst
und er wechselte im August 2024 zurück zum TuS Bövinghausen.
Nachdem im Herbst 2024 ein Insolvenzverfahren gegen den TuS eingeleitet worden war,
wechselte Regäsel im Januar 2025 zum zweiten Mal von Bövinghausen zu Westfalia Herne.